# San José Sur
San José Sur es un barrio del sur de Bogotá, perteneciente a la UPZ del mismo nombre, dentro de la localidad de Rafael Uribe Uribe, al norte de esta localidad. 

## Barrios vecinos

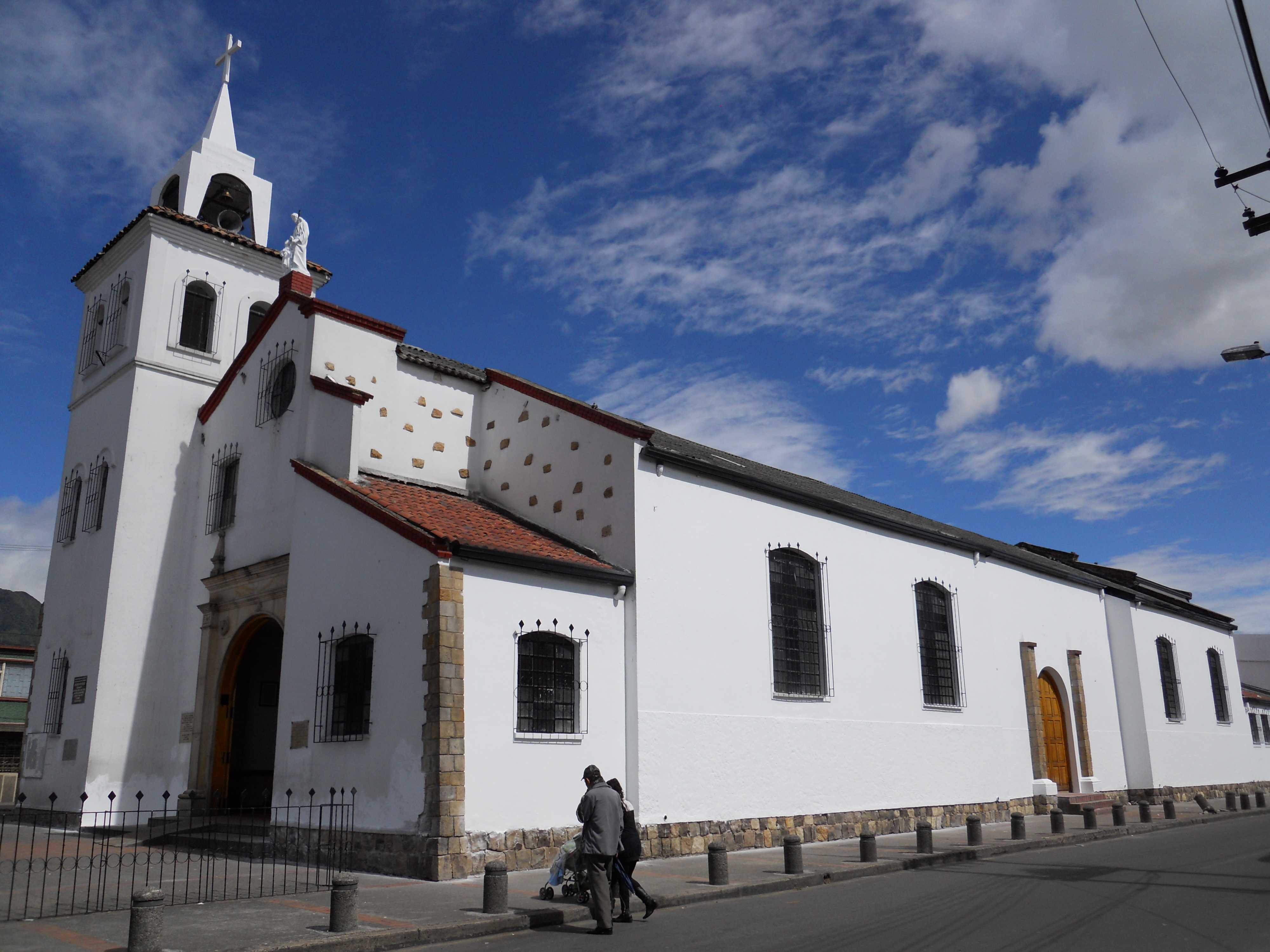
Iglesia de San José Obrero.

- Norte : Con la Avenida Primero de Mayo (AC 22 Sur), con el Barrio Ciudad Jardín Sur
- Sur Calle 27 Sur con el Barrio Country Sur y Gustavo Restrepo
- Oriente: Hasta la carrera 10

- Occidente: Av. Caracas (AK 14) con el Barrio Olaya

## Geografía
Terreno plano y urbano, con algunos parques y zonas verdes.

## Sitios de interés
- Parroquia de San José
- Parque deportivo lineal de San José

## Educación
Posee la sede B del Colegio Gustavo Restrepo y el Colegio Femenino Mercedes Nariño, que antiguamente era propiedad del departamento de Cundinamarca, fue cedido al Distrito Capital en 2001.